# Aleksandr Rodczenko

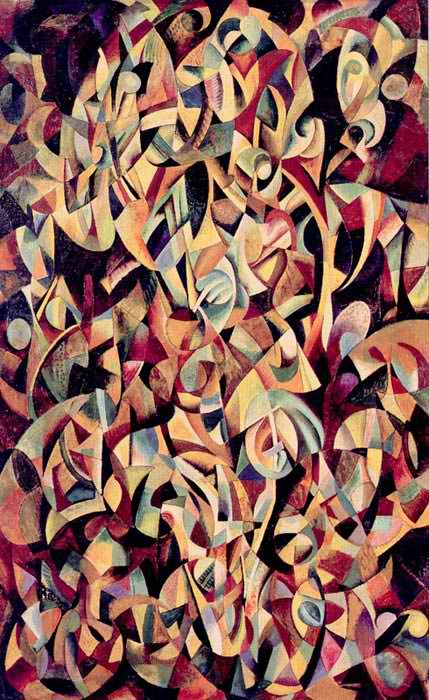
Praca artysty z 1915 roku.

Aleksandr Michajłowicz Rodczenko, ros. Александр Михайлович Родченко (ur. 23 listopada?/5 grudnia 1891 w Petersburgu, zm. 3 grudnia 1956 w Moskwie) – rosyjski malarz, rzeźbiarz, projektant plakatów i mebli, ilustrator. Jeden z czołowych przedstawicieli konstruktywizmu.

## Życiorys
Kształcił się w Kazaniu, działał w Moskwie. W roku 1915 założył grupę tzw. biespriedmietnych, po 1917 związał się z konstruktywistami i grupą LEF (Lewyj front iskusstw). Od roku 1920 profesor moskiewskich wyższych uczelni artystycznych (Wchutiemasu i Wchutieinu). W latach 1914–1920 tworzył abstrakcyjne kompozycje pokrewne suprematyzmowi. Pracował nad problematyką sztuki kinetycznej. Zajmował się scenografią, rzeźbą i fotografiką.
Był m.in. prekursorem nowego podejścia do kompozycji w fotografii, wprowadzenia ukośnych kadrów oraz odejścia od malarskiego ujmowania fotografii.

## Scenografia filmowa[2]
- 1928: Kukła z milionami
- 1927: Moskwa w oktjabrie
- 1927: Wasza znajoma